# Károly, Vendôme hercege
Károly, Bourbon hercege (franciául: Charles IV de Bourbon,; Vendôme, 1489. június 2. – Amiens, 1537. március 25.), Ferenc, Vendôme grófja és felesége, Luxemburgi Mária legidősebb fia.

## Élete
Károly részt vett a Habsburgok elleni itáliai háborúkban, és 1507-ben XII. Lajos megbízta Genova helytartózásával.
1518-ban átvette Pikárdia kormányát.
Miután I. Ferenc francia királyt 1525-ben V. Károly császár elfogta a páviai csata során, Károly tagja lett a kormányzói tanácsnak, amely átvette Franciaország kormányát. 
III. Charles de Bourbon-Montpensier hercegnek 1527-ben bekövetkezett halála után ő lett a Bourbon-ház legidősebb tagja és az „első királyi vérből való” herceg (premier prince du sang), miközben a király már 1523-ban annektálta a Bourbon hercegséget. 

## Házassága és gyermekei
1513-ben feleségül vett Françoise d’Alençont (1490–1550),  René, Alençon hercege lányát.
A pár 13 gyermeke: 
- Louis, comte de Marle (1514–1516)
- Marie (1515–1538)
- Marguerite (1516–1559), ∞ François I. de Clèves, duc de Nevers
- Antal (1518–1562), Vendôme hercege, ∞ III. Johanna navarrai királynő (1528–1572)
- François, comte d'Enghien (1519–1546)
- Madeleine (1521–1561), apátnő
- Louis (1522–1525)
- Charles (1523–1590),  roueni érsek (Charles "X")
- Catherine (1525–1594), apátnő
- Renée (1527–1583), apátnő
- Jean, comte de Soissons et duc d'Estouteville (1528–1557)
- Louis, Condé hercege (1530–1569) 
  - ∞ Éléonore de Roye (1535-1564)
  - ∞ Françoise d'Orléans (1549–1601)
- Éléonore (1532–1611), apátnő

## Fordítás
- Ez a szócikk részben vagy egészben  a   Charles de Bourbon, duc de Vendôme című német Wikipédia-szócikk fordításán alapul.  Az eredeti cikk szerkesztőit annak laptörténete sorolja fel. Ez a jelzés csupán a megfogalmazás eredetét és a szerzői jogokat jelzi, nem szolgál a cikkben szereplő információk forrásmegjelöléseként.
- Ez a szócikk részben vagy egészben  a   Charles IV de Bourbon című francia Wikipédia-szócikk fordításán alapul.  Az eredeti cikk szerkesztőit annak laptörténete sorolja fel. Ez a jelzés csupán a megfogalmazás eredetét és a szerzői jogokat jelzi, nem szolgál a cikkben szereplő információk forrásmegjelöléseként.